# 拉图尔 (滨海阿尔卑斯省)
拉图尔（法語：La Tour，法語發音：[la tuʁ]）是法国滨海阿尔卑斯省的一个市镇，属于尼斯区。

## 地理
拉图尔（43°56'49"N, 7°11'3"E）面积36.7 平方千米，位于法国普罗旺斯-阿尔卑斯-蓝色海岸大区滨海阿尔卑斯省，该省份为法国东南部沿海省份，南濒地中海，西南至瓦尔省，西北接上普罗旺斯阿尔卑斯省，北部和东部与意大利接壤。
与拉图尔接壤的市镇（或旧市镇、城区）包括：克朗斯、图尔内福尔、于泰勒。

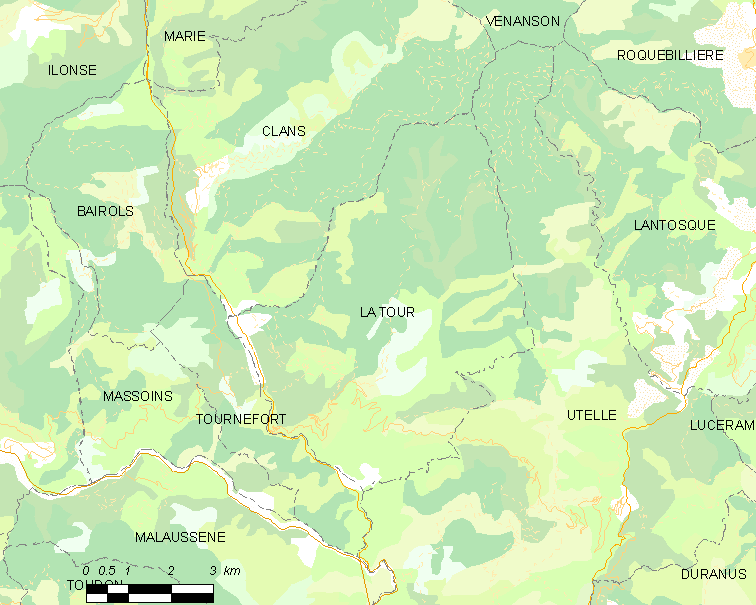
的OSM定位图

拉图尔的时区为UTC+01:00、UTC+02:00（夏令时）。

## 行政
拉图尔的邮政编码为06420，INSEE市镇编码为06144。

## 政治
拉图尔所属的省级选区为旺斯县。

## 人口

1962-2008年间人口变化图示

拉图尔于2022年1月1日时的人口数量为540人。